# مانويل غارسيا (أكاديمي)
مانويل غارسيا (بالإسبانية: Manuel García Nieto)‏ (و. 1894 – 1974 م) هو أكاديمي، وقسيس إسباني، توفي في كومايلاس، عن عمر يناهز 80 عاماً.